# Ungheni rajon
Ungheni rajon ( moldaviska: Районул Унгень, Raionul Ungheni) är ett distrikt i västra Moldavien med en yta på 1 136 km² och cirka 110 800 invånare. Den största staden tillika administrativ huvudort är Ungheni.